# Radicalismo (Argentina)
O radicalismo na Argentina é uma ampla corrente política popular originada em 1891 com a criação da União Cívica Radical, mas que vai além desse partido político. O radicalismo argentino tem dado lugar à formação de vários partidos políticos, bem como movimentos estudantis e sindicais.